# 阿德里安·布兰奇
阿德里安·弗朗西斯·布兰奇（英語：Adrian Francis Branch，1963年11月17日—），美国NBA联盟前职业篮球运动员。他在1985年的NBA选秀中第2轮第22顺位被芝加哥公牛选中。